# Nicolas Langelier
Nicolas Langelier (* 17. Februar 1973 in Montréal, Québec, Kanada) ist ein kanadischer Journalist, Autor und Herausgeber.

## Leben
Langelier wuchs im Osten von Montréal auf. er hat einen Collegeabschluss im Fach Grafikdesign. Danach besuchte er die Fakultät für Kommunikationswissenschaften der Université du Québec à Montréal und errang dort 2001 das Baccalauréat im Fach Fernsehen.
Als Journalist arbeitete Lengelier sowohl für verschiedene französischsprachige, kanadische Zeitschriften als auch die Montréaler Tageszeitung La Presse. Ferner war er im ersten Programm des staatlichen Radiosenders CBC-Radio-Canada zu hören. Gleichzeitig war er stellvertretender Herausgeber der Kulturzeitschrift ICI-Montréal, die wöchentlich erschien. Im Fernsehen war er für den Inhalt zweier Serien mit 13 Episoden mit dem Titel Bien ou mal verantwortlich, die vom kanadischen Sender TV5 in den Jahren 2006 und 2007 ausgestrahlt wurden.
Langelier ist seit 2012 Gründer und Chefredakteur der Zeitschrift Nouveau Projet. In den Jahren 2007 bis 2011 war er Präsident der Journalistenvereinigung Association des journalistes indépendents du Québec. In dieser Eigenschaft gelang ihm unter anderem eine Vereinbarung über einen Modelltarifvertrag für die einzelnen Zeitungen der Zeitungsgruppe Gesca des Konglomerats Power Corporation of Canada.

## Veröffentlichungen
- 2008: Quelque part au début du XXIe siècle. Éditions de la Pastèque.
- 2008: Dix mille choses qui sont vraies, tome I. Éditions Les 400 Coups.
- 2010: Réussir son hypermodernité et sauver le reste de sa vie en 25 étapes faciles. Éditions du Boréal, Montréal, Québec, Kanada, ISBN 978-2-764620427.
  - 2012: deutsch von Andreas Jandl: Die enthemmte Moderne meistern und den Rest seines Lebens retten in 25 einfachen Schritten. Bloomsbury-Verlag, Berlin, ISBN 978-3-8270-0987-6.[2]
- 2012: Année rouge. Notes en vue d'un récit personnel de la contestation sociale à Québec en 2012. Éditions Atelier 10.